# 안드루시우카

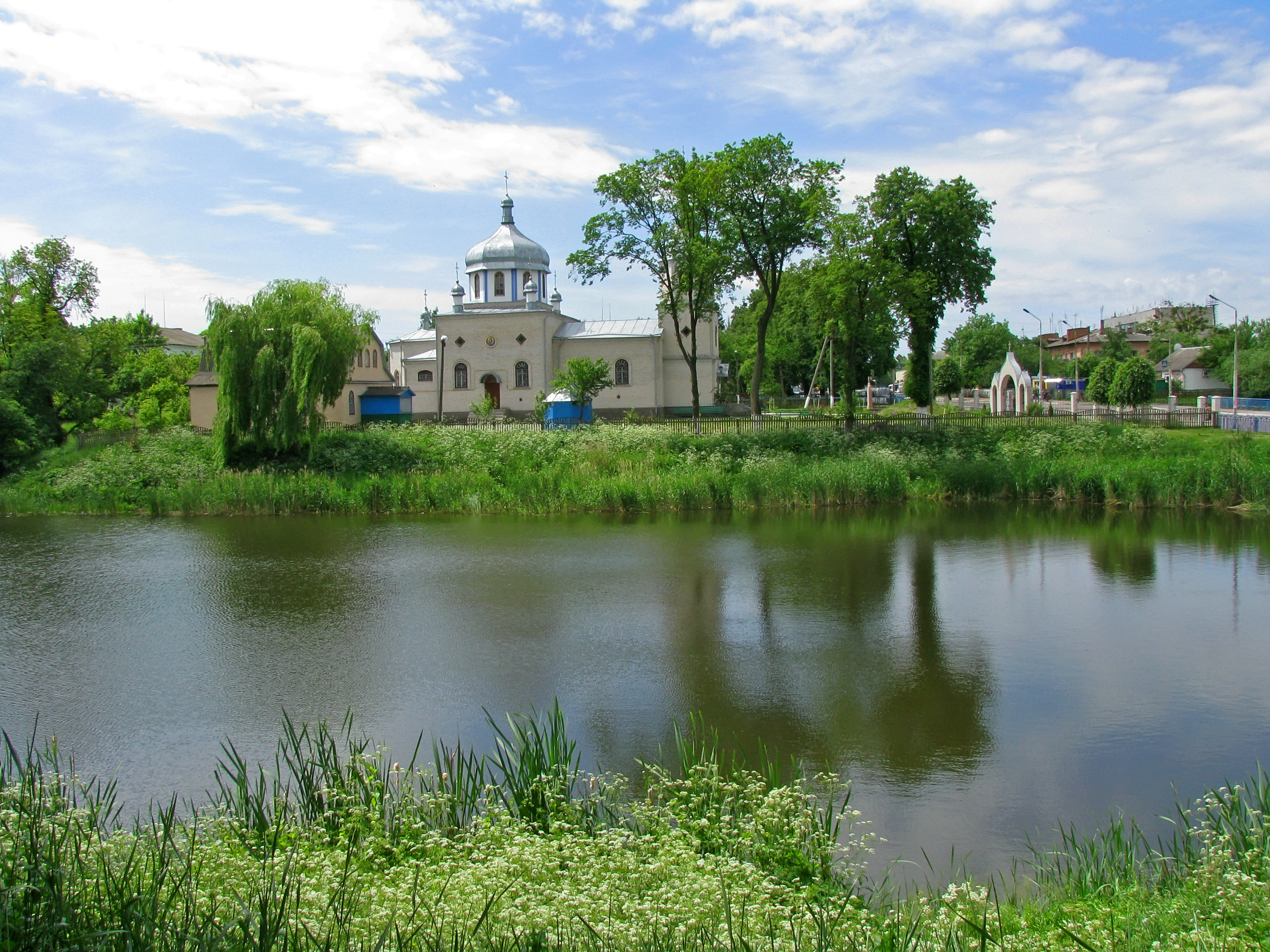
안드루시우카

안드루시우카(우크라이나어: Андрушівка, 러시아어: Андрушевка 안드루솁카[*], 폴란드어: Andruszówka 안드루슈프카[*], 이디시어: אנדרושיווקע 안드루시브케)는 우크라이나 지토미르주의 도시로 면적은 6.8km2, 인구는 8,669명(2023년 기준), 인구 밀도는 1,337명/km2이다. 지토미르 주의 주도인 지토미르에서 47km 정도 떨어진 곳에 위치한다.
기원전 1000년 초기에 마을이 형성되었으며 1683년 문헌에 처음 등장했다. 1975년에는 도시 지위를 부여받았다. 2001년에는 안드루시우카 천문대가 문을 열었다.

시기
시 문장